# Franck Dolosor
Franck Dolosor Laduche (Sant Joan Lohitzune, 26 de maig de 1977) és un periodista basc. A més de ser conegut per les seves aparicions en diferents mitjans de comunicació bascos, és autor també d'alguns treballs d'investigació sobre el seu poble Senpere.

## Biografia
La família de Dolosor es va traslladar a Senpere des de Guipúscoa fa 6 generacions. Després dels estudis primaris a l'escola Sant Josep i al col·legia Arretxea de Senpere, va anar a cursar la secundària a l'Institut Saint Thomas d'Aquin de Sant Joan Laduche i a l'Institut Xalbador de Kanbo.
Porta el sobrenom d'Haltza (el Vern) en honor del seu avi Jean Pierre Dolosor, a qui li deien Matxin Haltza (Martí el Vern, en català).
Des de 1996 treballa com a periodista per a diferents mitjans bascos, tant del nord com del sud.

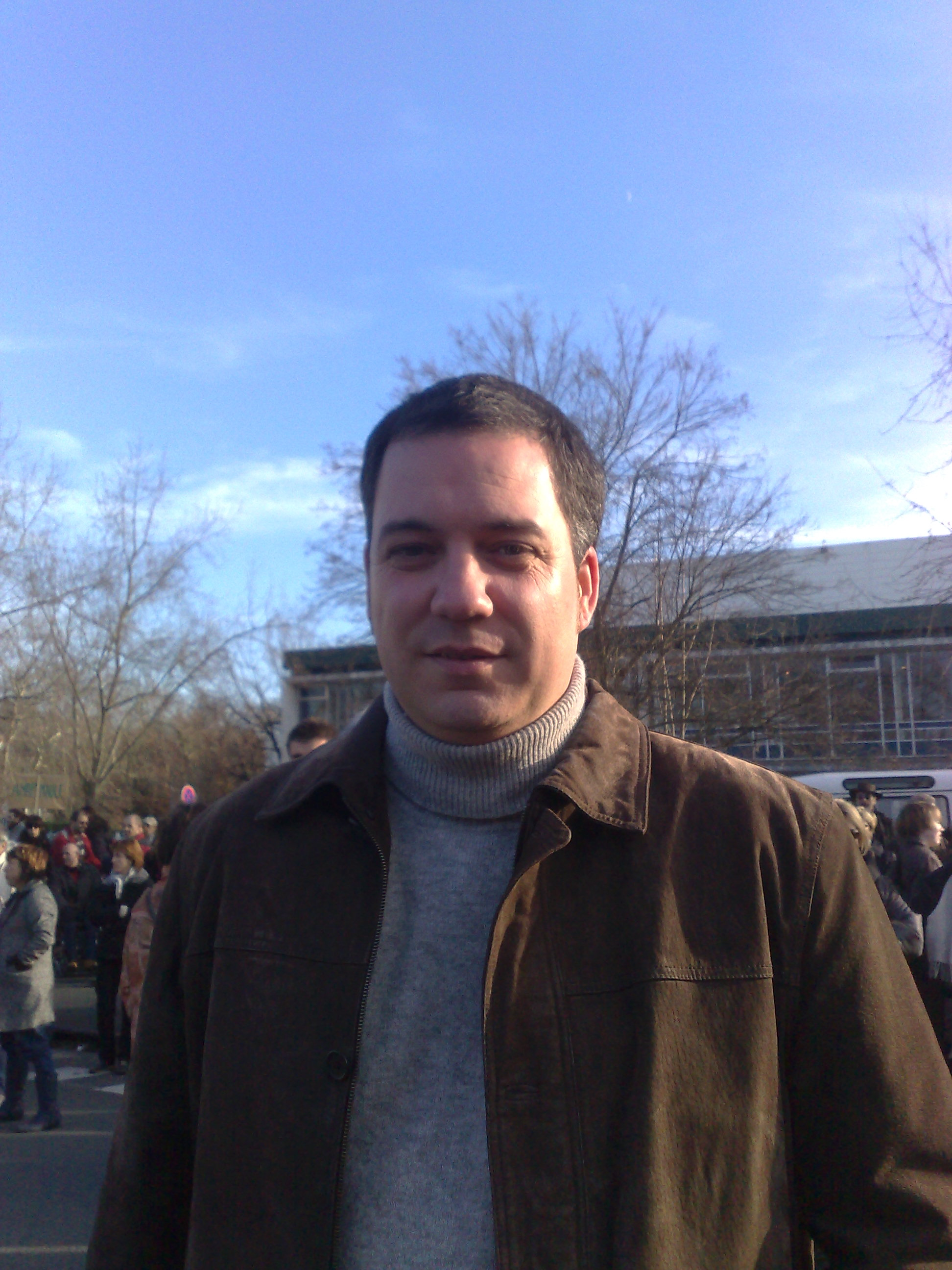
Dolosor a Baiona el 2010.

En 2017 va ser nomenat membre de l'Acadèmia Gascona de Baiona.

## Mitjans de comunicació
Franck Dolosor utilitza l'èuscar, l'espanyol i el francès a la seva feina. Entre els mitjans on ha treballat es poden destacar:
- Ràdio: Gure Irratia, Radio Euskadi, France Bleu Pays Basque.

- Televisió: Euskal Telebista (ETB 1, ETB 2). Actualment (2020) treballa a la productora K2000, és corresponsal d'ETB a Baiona i redactor de l'informatiu Iparraldearen orena.[5]

- Premsa: escriu articles i col·laboracions a Ttipi-Ttapan i Senpereko berriak.

## Publicacions
Dolosor ha publicat dos llibres d'investigació protagonitzats pels veïns del seu pobleː
- Senperetik Senpererat, begirada bat XX. mendeari (Elkar 2009). Fet a partir d'entrevistes realitzades a 18 persones grans del poble (9 homes i 9 dones).
- Matxin Irabola, Senpereko bertsularia (Elkarlanean 2010). Hi explica la trajectòria de Matxin Irabola (1879-1935), considerat un dels millors bertsolaris de Lapurdi.